# Траусниц
О Ландсхутском замке см. Крепость Траусниц
Траусниц (нем. Trausnitz) — община в Германии, в земле Бавария. 
Подчиняется административному округу Верхний Пфальц. Входит в состав района Швандорф. Подчиняется управлению Пфраймд.  Население составляет 943 человека (на 31 декабря 2010 года). Занимает площадь 17,61 км².
Община подразделяется на 9 сельских округов.

## Население
По оценке на 31 декабря 2015 года население общины Траусниц составляет 954 чел. 

| Дата      | 1840 | 1871 | 1900 | 1925 | 1939 | 1950 | 1961 | 1970 | 1987 | 2011 |
| --------- | ---- | ---- | ---- | ---- | ---- | ---- | ---- | ---- | ---- | ---- |
| Население | 1402 | 1193 | 1174 | 1082 | 1030 | 1149 | 1097 | 1120 | 979  | 975  |

| Год       | 1960 | 1970 | 1980 | 1990 | 2000 | 2009 | 2010 | 2011 | 2012 | 2013 | 2014 | 2015 |
| --------- | ---- | ---- | ---- | ---- | ---- | ---- | ---- | ---- | ---- | ---- | ---- | ---- |
| Население | 1092 | 1138 | 1082 | 990  | 1056 | 952  | 943  | 967  | 982  | 958  | 968  | 954  |